# Sphaerodactylus monensis
Sphaerodactylus monensis este o specie de șopârle din genul Sphaerodactylus, familia Gekkonidae, descrisă de Meerwarth 1901. Conform Catalogue of Life specia Sphaerodactylus monensis nu are subspecii cunoscute.